# Hästhagatjärnen, Lappland
Hästhagatjärnen är en sjö i Lycksele kommun i Lappland och ingår i Umeälvens huvudavrinningsområde.